# Sokol (beweging)

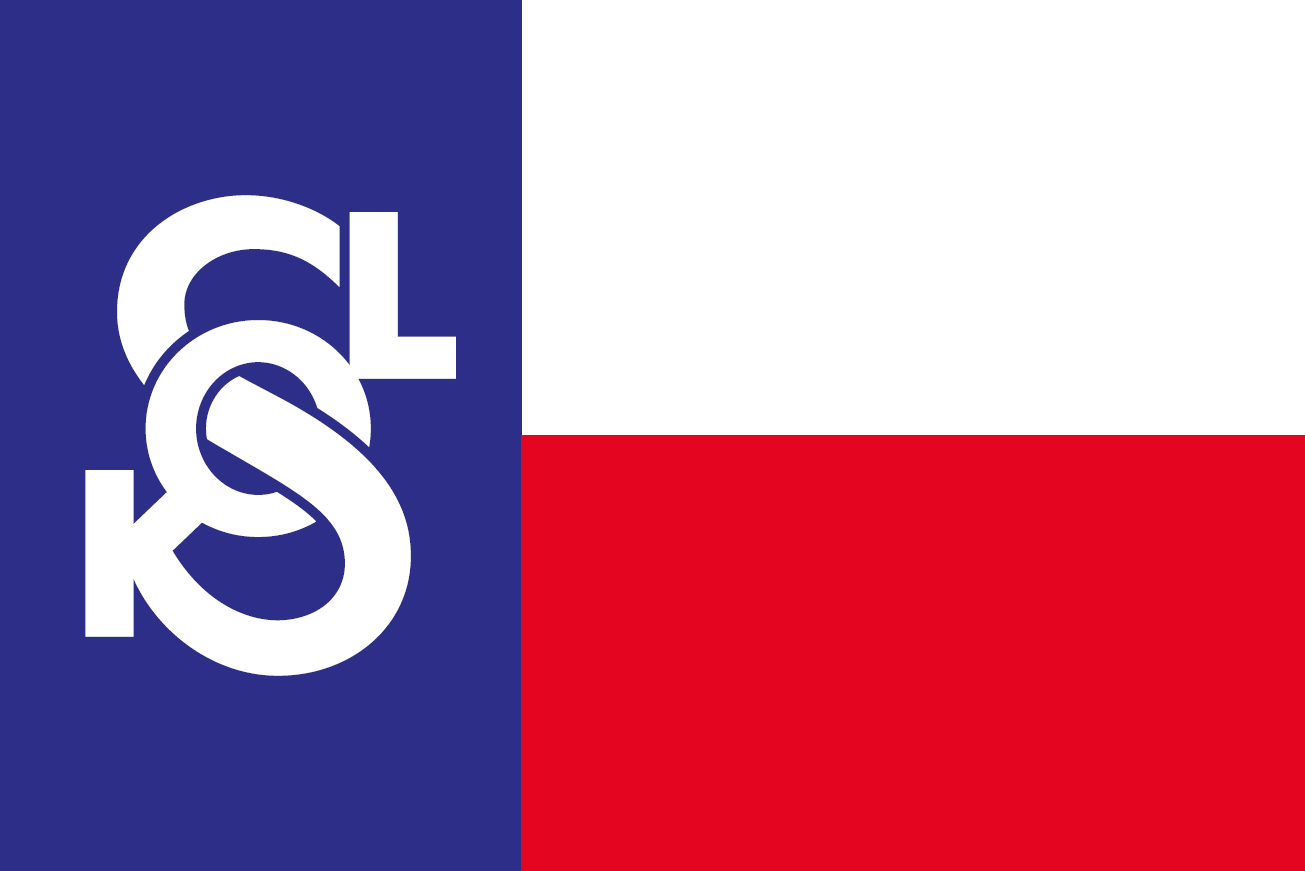
Sokol-vlag

Sokol (Tsjechisch voor valk); voluit Česká obec sokolská (Tsjechische Sokol-gemeenschap) is een sportbeweging voor alle leeftijden, die zijn oorsprong vindt in Tsjechië. De beweging wordt met name geassocieerd met gymnastiek, maar er worden ook andere sporten binnen de beweging beoefend.
Missie van de beweging is volgens de statuten: de lichamelijke conditie van haar leden te vergroten en hen te onderwijzen om eerlijk te zijn in handelingen van zowel het private als publieke leven; nationale, raciale en religieuze tolerantie, democratie en humanisme; persoonlijke bescheidenheid en discipline; liefde voor het vaderland en respect voor de nationale spirituele erfenis.
Het doel van Sokol is: bij te dragen aan het vergroten van het spirituele, culturele en fysieke niveau van de democratische samenleving door lichamelijke opvoeding, sport en onderwijs door morele, sociale en culturele activiteiten.

## Geschiedenis
De beweging werd in 1862 opgericht in Praag, dat destijds onderdeel was van Oostenrijk-Hongarije. Oprichters waren Miroslav Tyrš en Jindřich Fügner. Het grondbeginsel van de Sokol was "een sterke geest in een gezond lichaam". De Sokol organiseerde lezingen, discussies. Tyrš zag dit als een fysieke, morele en intellectuele training voor de natie. Deze training was voor alle mannen, ongeacht leeftijd en sociale klasse en later ook voor vrouwen.
De beweging verspreidde zich over het gehele woongebied van de Slavische volkeren: Tsjechen, Polen (Sokół), Slovenen, Serviërs (Soko, later FK BASK), Russen, Wit-Russen en Oekraïners. In veel van deze gebieden was de Sokol al een vroege voorloper van de scoutingbeweging. Alhoewel Sokol naar eigen zeggen boven de politiek stond, speelde de beweging een grote rol in de ontwikkeling van het Tsjechische nationalisme. Sokol was een podium voor de verspreiding van massa-gebaseerde nationalistische ideologieën; de artikelen die in het Sokol-tijdschrift verschenen, de lezingen in de Sokol verenigingsgebouwen, theatervoorstellingen en enorme massagymnastiekfestivals (Slets genaamd), bouwden de Tsjechische nationalistische mythologie en kijk op de geschiedenis van het land. Al in 1865 introduceerden Tsjechische emigranten Sokol in de VS.
De vroege kerkhervormer Johannes Hus werd gezien als rolmodel voor het gedachtegoed van Sokol. Deze traditie vond weerklank bij de Tsjecho-Slowaakse regering na de Eerste Wereldoorlog en de politiek wakkerde hiermee nationalistische gevoelens aan. De Rooms-Katholieke Kerk verwierp de beweging; niet alleen door de Hus-cultus, maar ook vanwege haar liberale beeld van de vrouw en de antiklerikale opstelling. De Poolse Sokół, die nooit dezelfde politieke relevantie als in Tsjechië bereikte, had geen conflict met de kerk.
Na de bezetting door Nazi-Duitsland werd de Sokol in Sudetenland verboden. In het Protectoraat Bohemen en Moravië bleven de Sokolgroepen in eerste instantie bestaan, maar op 12 april 1941 kwam ook hier een verbod op alle Sokol-activiteiten. De leden werden vervolgd en vrijwel de gehele leiding overleefde de oorlog niet. In Brno bijvoorbeeld herinneren twee stolpersteine aan de vermoorde Sokol leiders František Skorkovský en Jan Jebavy.
Vanaf 1945 werd de Sokol weer actief, maar in 1948 werd de beweging door het communistische regime alweer verboden. Dit duurde tot de val van het communisme in Tsjecho-Slowakije in 1989. Sindsdien groeit de beweging weer. In de 21e eeuw staan de sportieve activiteiten centraal. De beweging telt in Tsjechië ca. 190.000 leden.

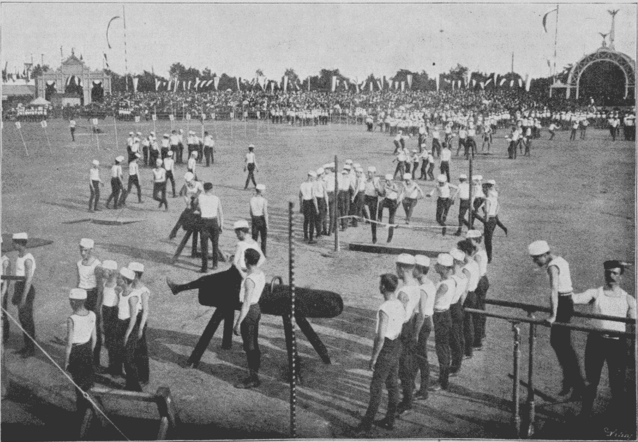
III. sokolský slet in Praag (1895)
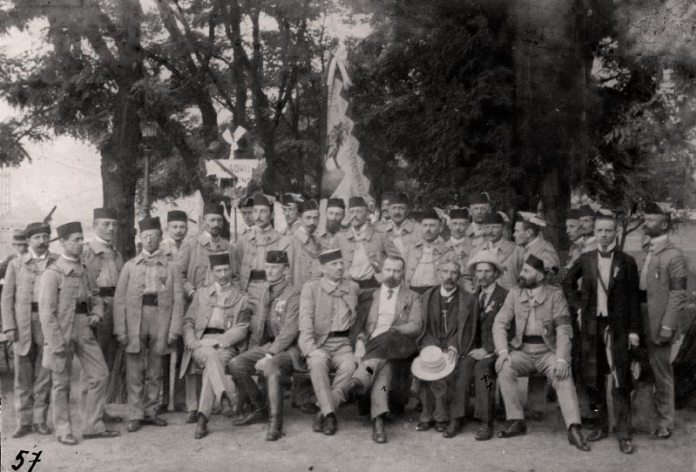
Sokol-manifestatie in Oekraïne (1912)
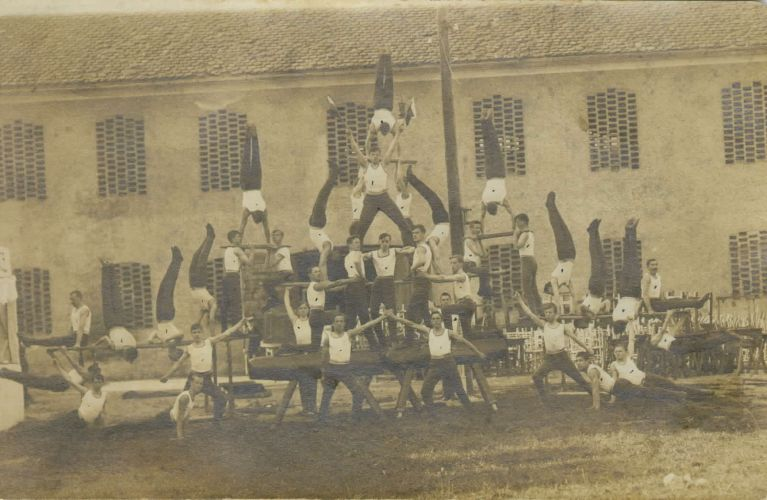
Sokol in Slovenië (ca. 1935)
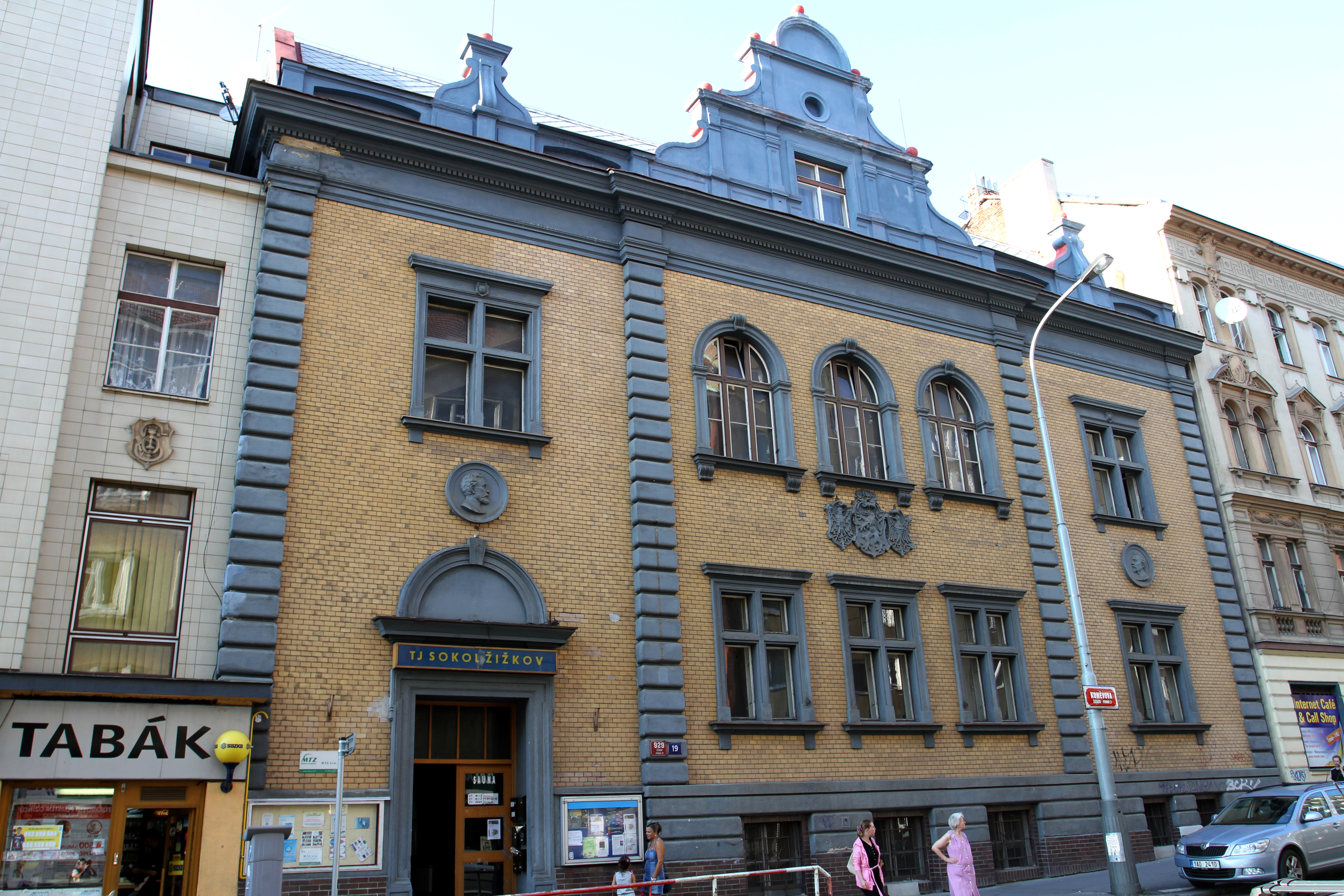
Sokol-gebouw in de Praagse wijk Žižkov
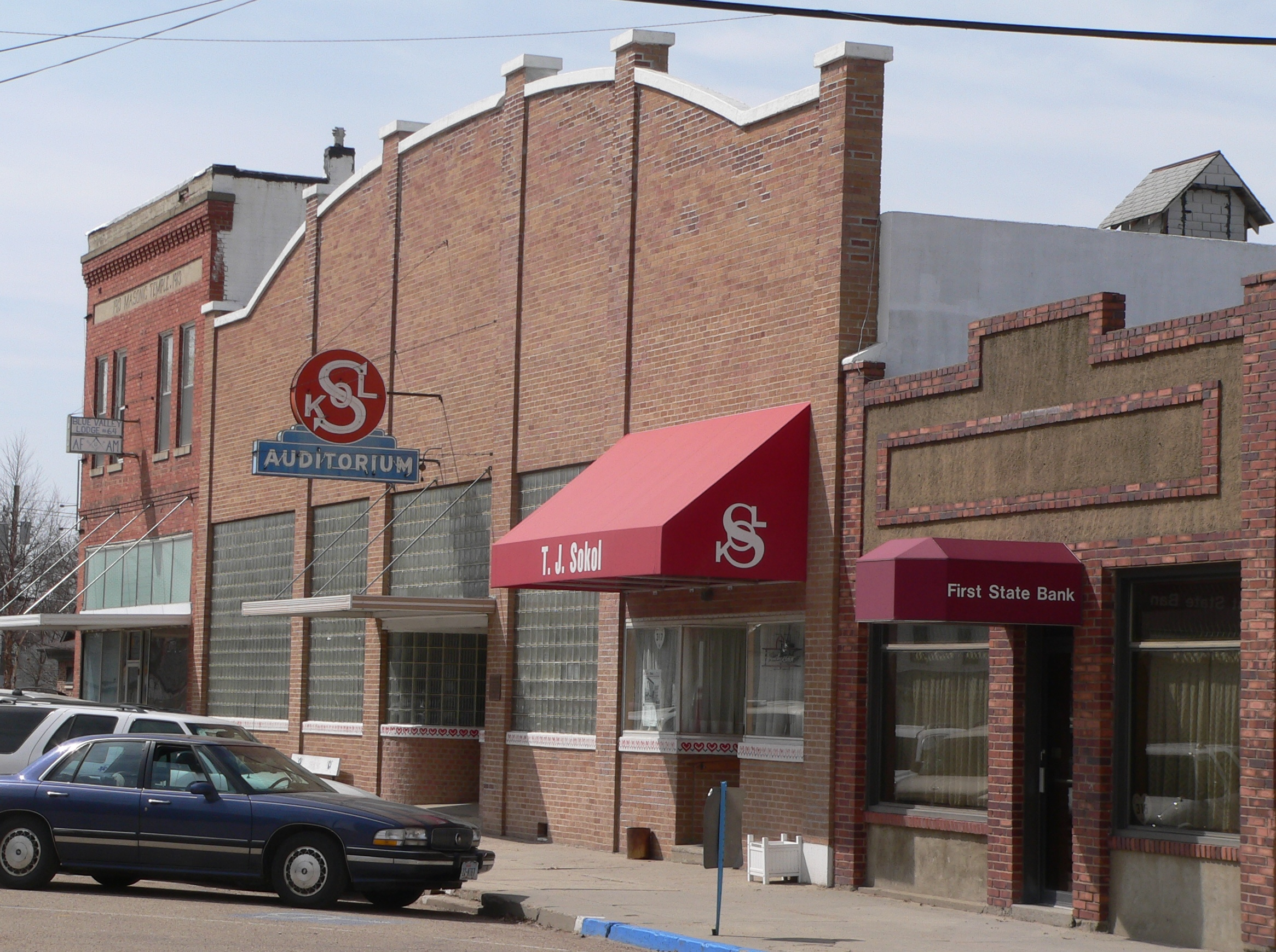
Sokol auditorium in Wilber (Verenigde Staten)